# Zandvis
De zandvis, Pacifische koolvis of zwarte kabeljauw (Anoplopoma fimbria), is een straalvinnige vis uit de familie van Anoplopomatidae (koolvissen) en behoort derhalve tot de orde van schorpioenvisachtigen (Scorpaeniformes).

## Kenmerken
De flanken van deze slankgebouwde vis zijn zilverkleurig, met aan de toppen van de aarsvin en staartvin wat oranje of lichtrood. De rugvin is ver naar achteren geplaatst. De rugzijde vertoont een grijsgroene tot zwarte schutkleur, vaak met vlekken of strepen. De buikzijde is wit. De ogen bevatten een dun huidlaagje ter bescherming tegen schurend zand. Deze vis kan een lengte bereiken van 120 cm en een gewicht tot 57 kg. De hoogst geregistreerde leeftijd is 62 jaar.

## Leefwijze
Het voedsel van zandvissen bestaat uit ongewervelde bodemdieren. Ze hebben een onderstandige bek met zintuigpapillen die helpt bij het voedselzoeken.

## Verspreiding en leefgebied
Anoplopoma fimbria is een zoutwatervis en een bodemdier. De vis prefereert een diepwaterklimaat en leeft hoofdzakelijk in de Grote Oceaan. De diepteverspreiding is 0 tot 2740 m onder het wateroppervlak. Hij komt voor in de zuidwestelijke Indische Oceaan, van Mozambique tot de Kaap langs zandige kusten. Hij is ook in Alaska te vinden.

## Relatie tot de mens
Anoplopoma fimbria is voor de visserij van groot commercieel belang. In de hengelsport wordt er weinig op de vis gejaagd. De soort kan worden bezichtigd in sommige openbare aquaria.